# Manhattan Soap Company
Manhattan Soap Company var ett företag i New York grundat 1890.. Företaget låg på 426 West 38th Street i New York. Företaget gjorde tvål och andra produkter..

## Plats
Företaget köpte 9 300m² av en yta bestående av vatten framför "Degon Terminal" på "Hunterspoint Avenue" i november 1916. Ytan gick hela vägen från Dutch Kills, Queens kanal till Orton Street i Long Island City. Marken köptes av "Degon Realty and Terminal Improvement Company" och blev senare använd för en tvålfabrik.